# Canton de Mana
Canton de Mana är ett arrondissement i Franska Guyana (Frankrike). Det ligger i den norra delen av Franska Guyana, 150 km väster om huvudstaden Cayenne.